# Lea Fatur
Lea Fatur, slovenska mladinska pisateljica, pesnica in dramatičarka, * 15. november 1865, Zagorje pri Pivki, † 1. avgust 1943, Ljubljana.

## Življenje
Lea Fatur je obiskovala ljudsko šolo v domačem kraju med letoma 1872 in 1874, končala pa italijansko pri benediktinkah na Reki med 1874 in 1877 letom. Po končani ljudski šoli se je z bratom preselila v Ljubljano, kjer je ustvarjala vse do svoje smrti. 
Živela je v različnih krajih in se tako naučila veliko jezikov: nemščino, francoščino, italijanščino, latinščino in hrvaščino. Rada je brala in pripovedovala, predvsem so jo zanimale zgodovinske teme. V njenih delih prevladuje domišljijski svet z idealizmom in romantiko.  
Spominska plošča je postavljena na njeni rojstni hiši v Zagorju.

## Delo
Pisati je začela pri šestnajstih letih (1882). K pisanju sta jo spodbujala pisateljica Zofka Kveder in pisatelj Fran Saleški Finžgar. 
Literarna dela je objavljala v revijah in časopisih: Slovenski gospodar leta 1885, Domači prijatelj v letih 1904 in 1906, Dom in Svet leta 1905, Gospodarski koledar v letih 1925 in 1928, Kmečka žena v letih 1938 in 1940. 
Delo Junakinja zvestobe je avtorica poimenovala kot "Povest iz turških časov" in je izhajalo v reviji Ženski svet v letih 1927 in 1928. V zbirki Čebelica je leta 1974 izšla ljudska pravljica z naslovom Pšenica - najlepši cvet, ki je izdana pod naslovom Kristine Brenk. 
Pisala je praktično slovstvo (o vzgoji, izobraževanju, prehrani, zdravilnih rastlinah in higieni). Njena dela so bila ponatisnjena v ameriško-slovenskem časopisju.